# Šimraki
Šimraki je naselje koje se nalazi u sastavu Grada Samobora, Zagrebačka županija. Površina naselja iznosi 2,03 km2.

## Stanovništvo
Prema popisu stanovništva iz 2011. godine, naselje je imalo 5 stanovnika te 4 obiteljskih kućanstava prema popisu iz 2001.
| broj stanovnika |       |       |       |       |       | 96    | 102   | 100   | 89    | 91    | 70    | 35    | 7     | 6     | 9     | 5     | 5     |
|                 | 1857. | 1869. | 1880. | 1890. | 1900. | 1910. | 1921. | 1931. | 1948. | 1953. | 1961. | 1971. | 1981. | 1991. | 2001. | 2011. | 2021. |

## Poznate osobe
- Ivan (Ivica) Šimrak, grkokatolički svećenik
- Janko Šimrak, biskup Križevačke biskupije